# Walkie-Talkie

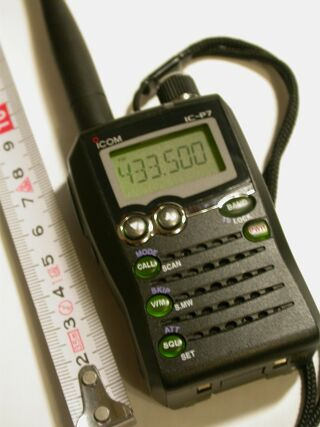
Kompaktes 2-m- und 70-cm-ICOM-Handfunkgerät, 2007

Unter Walkie-Talkie (von englisch to walk ‚gehen‘ und to talk ‚sprechen‘) oder Handsprechfunkgerät bzw. Handfunkgerät (meist mit HFuG abgekürzt) versteht man ein Funkgerät, welches über eine netzunabhängige Stromversorgung verfügt und dabei so konstruiert ist, dass es von einer Person transportiert und in der Hand bedient werden kann. In verschiedenen Funkdiensten (BOS-Funk, Militär, Seefunk, Amateurfunk etc.) ergänzt es die Stationsfunkgeräte, die als Mobilfunkgeräte in Fahrzeugen, Landfunkstellen und Relaisfunkstellen verwendet werden. Daneben sind fast alle Funkgeräte im Bereich des so genannten Jedermannfunks – mit Ausnahme des CB-Funks in Europa – meist auch aus zulassungsrechtlichen Gründen als Handfunkgeräte ausgeführt.
Modelle können zusätzliche Funktionen haben, z. B. das Senden von Anrufen, das Empfangen von Anrufen mit Vibrationsalarm, Tastensperre und Stoppuhr.

## Eigenschaften
Handfunkgeräte weisen in der Regel solch eine Ergonomie auf, dass sie einhändig genutzt werden können. Auch weil die Länge für Antennen aufgrund der physikalischen Eigenschaften in hohen Frequenzbereichen verlustarm, kürzer gewählt werden kann, sind Handfunkgeräte meist für Frequenzbereiche im 2-Meter-Bereich oder kürzer ausgelegt. Eine typische Sendeleistung sind 5 Watt. Seefunk, BOS- und teilweise Amateurfunkgeräte sind teilweise mit integriertem GPS-Empfänger ausgestattet. Die Positionsdaten werden mit übertragen. Im Seefunk ist hier das DSC-Verfahren (Digital Selective Call) im GMDSS üblich.

## Geschichte

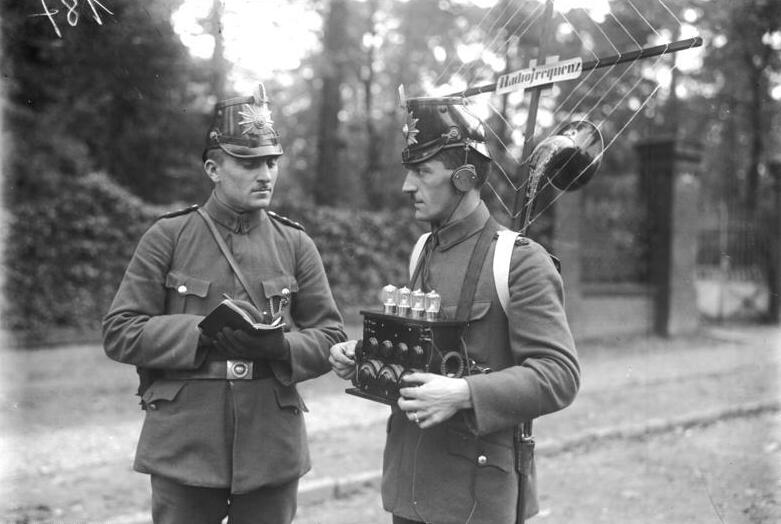
Eine Art Vorgänger des Handfunkgerätes, Loewe Funkapparatur der deutschen Schutzpolizei 1923

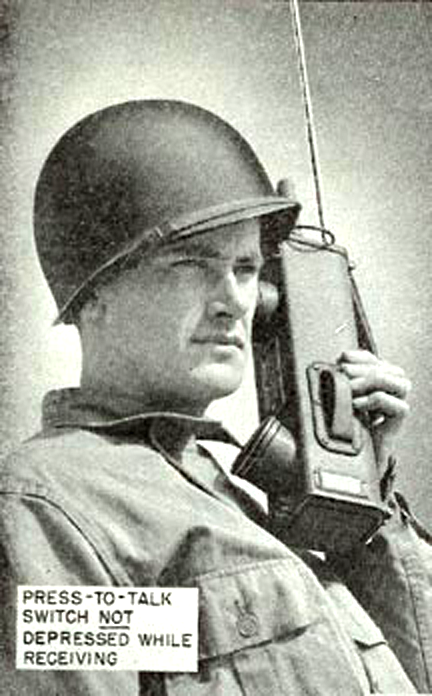
Motorola SCR-536 „handie talkie“

Die Ursprünge der Handfunkgeräte gehen auf die militärischen Tornister-Sende-Empfänger zurück, die zur Kommunikation der Einheiten mit ihren Kommandoposten genutzt wurden. Das möglicherweise erste Patent wurde im Mai 1935 von dem polnischen Ingenieur Henryk Magnuski angemeldet. Magnuski arbeitete ab 1939 für den US-Konzern Motorola und entwickelte dort den Radio Transceiver SCR-536.
Motorola entwickelte ein Gerät, das schnell den Spitznamen „walkie-talkie“ erhielt und von den USA während des Zweiten Weltkrieges eingesetzt wurde. Das Motorola SCR-300 wurde in einem Rucksack mitgeführt und war 1940 von einem Entwicklerteam der Galvin Manufacturing Company (Vorläufer von Motorola) entwickelt worden. Teammitglied Dan Noble initiierte die Nutzung der FM-Modulation bei dem Gerät.

## Einsatzgebiete

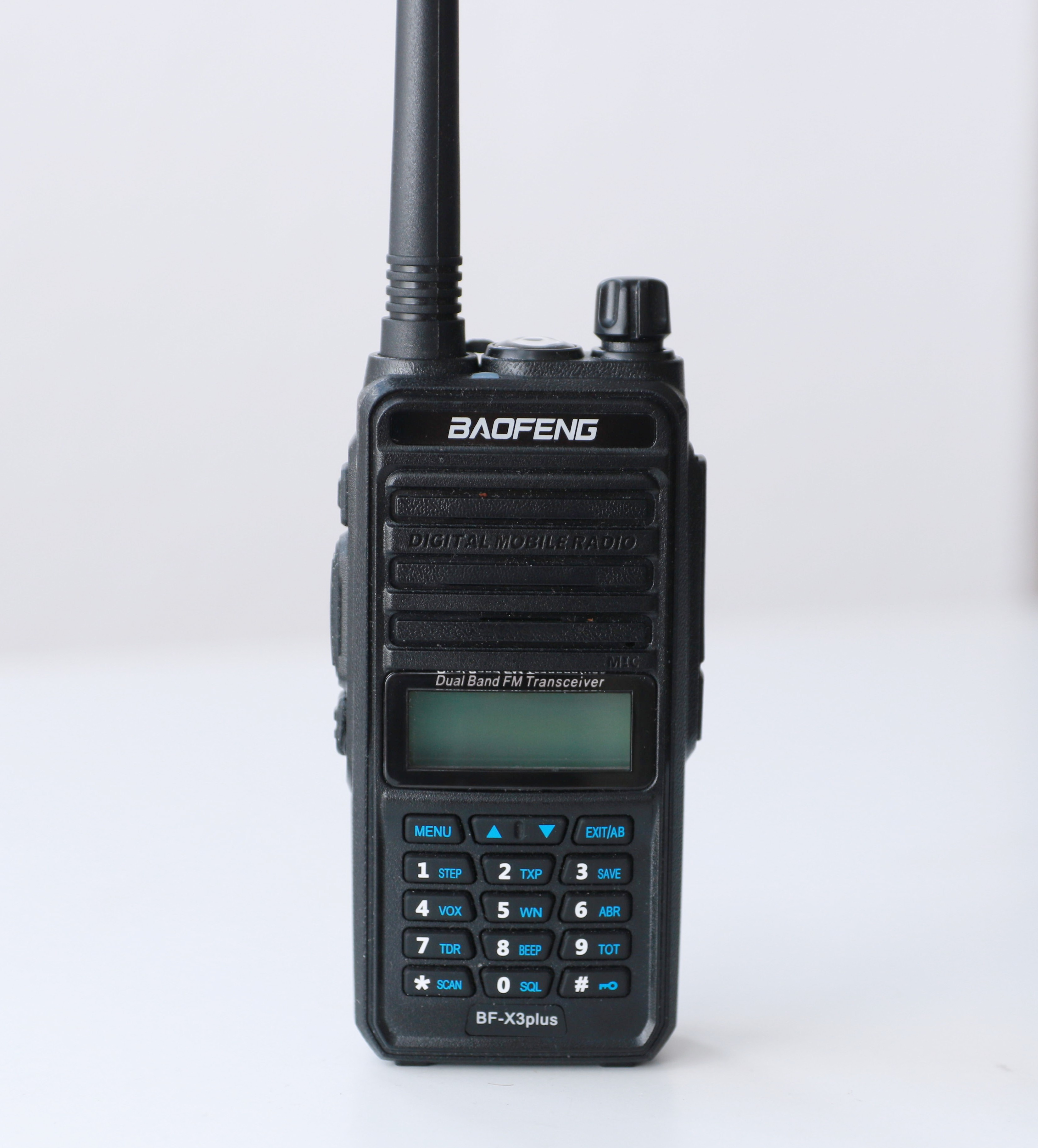
Mittlerweile weltweit im Einsatz: die Dualband-Handfunkgeräte chinesischer Hersteller, hier Baofeng X3-Plus

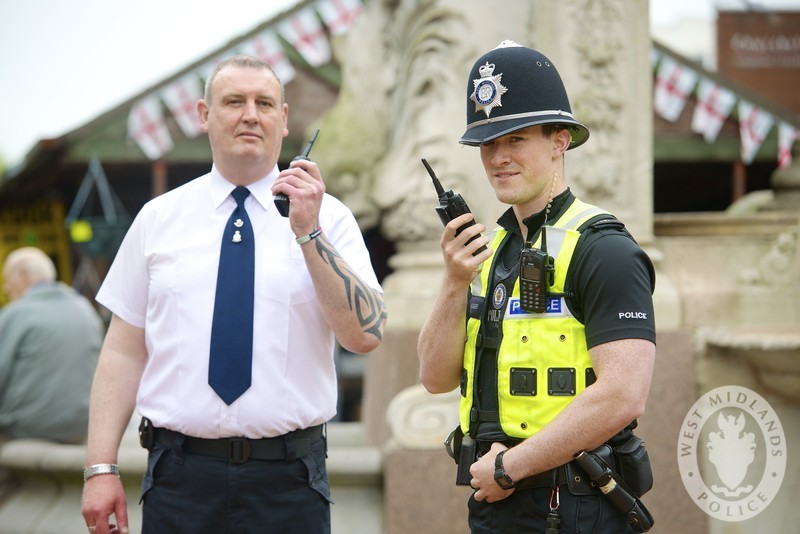
Polizisten der West Midlands Police, UK mit Handfunkgeräten

### BOS
BOS-Handfunksprechgeräte werden im deutschsprachigen Raum meist im 2-Meter- und 70-cm-Bereich, früher auch im 4- und 6-Meter-Bereich betrieben. Eine Umstellung von frequenzmodeliertem Sprechfunk auf digitale Systeme mit erweitertem Funktionsumfang wurde in Deutschland schrittweise ab 2007 eingeführt. Seitdem hat sich der TETRA-Standard als verbreitetstes Behördennetz in Deutschland mit tausenden Handfunkgeräten etabliert. Nach einem Bundestagsbeschluss von 2019 wird auch die bundesdeutsche Kommunikation der Bundeswehr in das TETRA-Netz integriert. Für die Umstellung der Bundeswehr auf den digitalen Standard wurden 15,6 Millionen Euro veranschlagt. Der Digitalfunk BOS wird auf den Frequenzen 390–395 MHz (Oberband/Downlink: Frequenz, auf der die Basisstation sendet) und 380–385 MHz (Unterband/Uplink: Frequenz, auf welcher der mobile Teilnehmer bzw. Endgerätenutzer sendet) für den TMO (Trunked Mode Operation – Netzmodus) im Frequenzband 406,1–410 MHz betrieben.

### Seefunk
Im Seefunk werden Handfunkgeräte meist als Ergänzung zu mobilen Seefunkstellen genutzt. Sie sind für den küstennahen VHF-Funkverkehr vorgesehen und entsprechen teilweise dem IPX7-Standard (schwimmfähig, 30 Minuten in einer Wassertiefe von bis zu einem Meter vor dem Eindringen von Wasser geschützt).

### Militär
Wegen der relativ geringen Reichweite und meist ungenügender Verschlüsselung werden im Militär meist größere Tornisterfunkgeräte statt Walkie-Talkies eingesetzt. Die Bundeswehr führte 1984 das „Sender/Empfänger, modul 52 S“, kurz SEM 52 S als Handsprechfunkgerät ein. Es löste das SEM 52 A ab und wurde für alle Teilstreitkräfte insgesamt über 30.000 mal beschafft.

### Amateurfunk
Handfunkgeräte werden nicht nur auf dem Fahrrad, auf Fielddays oder bei Spaziergängen genutzt, sondern auch im Auto oder am Standort der eingetragenen Amateurfunkstelle. Im Amateurfunkdienst werden viele unterschiedliche Handfunkgeräte eingesetzt. Handfunkgeräte können meist auf dem 2-m- und/oder 70-cm-Band, seltener auch im 23-cm-, 6-m- oder 10-m-Band arbeiten. Üblicherweise verfügen die Geräte sendebezogen nur über (Schmalband-)Frequenzmodulation (10-Meter-Geräte oft auch über Einseitenbandmodulation.) Für den Empfang stehen oft auch Amplitudenmodulation und Breitband-Frequenzmodulation (Rundfunkempfang) zur Verfügung. Übliche Handfunkgeräte sind standardmäßig für die Benutzung von Relaisfunkstellen geeignet. Der Betrieb ist auch über Echolink möglich, sofern ein DTMF-Geber eingebaut ist. Es sind außerdem Geräte verfügbar, die zusätzlich mit einem Modul für die digitale Signalübertragung ausgestattet sind. Als Übertragungsstandard sind C4FM, DMR und D-STAR verbreitet.

### Freizeit
Für Freizeitaktivitäten und Familien gibt es den Jedermannsfunk, der über Funksysteme wie PMR446-Handfunkgeräte und Freenet, LPD (heißt heutzutage Short Range Device) oder CB betrieben wird.